# Xenostomella tovarensis
Xenostomella tovarensis är en svampart som beskrevs av Syd. 1930. Xenostomella tovarensis ingår i släktet Xenostomella och familjen Microthyriaceae.   Inga underarter finns listade i Catalogue of Life.